# Stanislav Nedkov
Stanislav Nedkov (en búlgaro: Станислав Недков, Veliko Tarnovo, República Popular de Bulgaria; 9 de diciembre de 1981) es un artista marcial mixto retirado, politólogo y filósofo búlgaro que competía en las categorías peso ligero y peso mediano.

## Primeros años
Nació en Veliko Tarnovo y comenzó a luchar cuando tenía 10 años. Dos veces campeón nacional de lucha libre, también obtuvo primeros lugares en torneos internacionales en Rusia, Moldavia , Turquía y Bulgaria. Nedkov también estudió sumo con Kotooshu Katsunori y ganó su primer campeonato de lucha un año después de comenzar a aprender jiu-jitsu brasileño.

## Carrera de artes marciales mixtas
Nedkov hizo su debut profesional en artes marciales mixtas en 2006 y acumuló un récord invicto de 7-0 en su Bulgaria natal. Después de un año fuera del deporte, Nedkov firmó un contrato con la promoción japonesa World Victory Road, donde también acumuló un par de victorias.

### Ultimate Fighting Championship
En junio de 2010, se anunció que Nedkov había firmado un contrato con UFC. Se esperaba que hiciera su debut contra Rodney Wallace el 7 de agosto de 2010 en UFC 117, pero Nedkov se vio obligado a abandonar la pelea por una lesión y Phil Davis ocuparía su lugar en la cartelera.
Se esperaba que Nedkov se enfrentara a Steve Cantwell el 16 de octubre de 2010 en UFC 120. Sin embargo, menos de 48 horas antes del evento, Cantwell se vio obligado a abandonar la cartelera después de sufrir una lesión en la rodilla durante una sesión de entrenamiento previa a la pelea. Sin tiempo para encontrar un oponente adecuado para Nedkov, la pelea fue cancelada.
Tras los sucesos, Nedkov finalmente hizo su debut en UFC contra Luiz Cane en UFC 134. Nedkov ganó la pelea por nocaut técnico (golpes) en el primer asalto.
Nedkov estaba programado para regresar al UFC en el UFC 142. Se esperaba que se enfrentara a Fabio Maldonado en este evento, sin embargo, los supuestos problemas de visa obligaron a Nedkov a retirarse de la pelea.
Nedkov se enfrentó a Thiago Silva el 10 de noviembre de 2012 en UFC en Fuel TV 6. Perdió por estrangulamiento con triángulo de brazo en el tercer asalto.  Sin embargo, el 21 de noviembre de 2012, se reveló que Silva había fallado en su prueba de drogas posterior a la pelea, dando positivo por metabolitos de marihuana y el resultado fue anulado y cambiado a "no contest".
Nedkov hizo su debut en el peso mediano contra Tom Watson el 16 de febrero de 2013 en UFC en Fuel TV: Barão vs. McDonald. Perdió la pelea de ida y vuelta por nocaut técnico en el segundo asalto. Ambos participantes obtuvieron obtuvieron el reconocimiento a la Pelea de la Noche.
Nedkov regresó al octágono contra Nikita Krylov en una pelea de peso semipesado en UFC en Fox: Gustafsson vs. Johnson el 24 de enero de 2015. Perdió la pelea por sumisión en la primera ronda. Después de ello, fue liberado de la promoción.
A mediados de 2015, anunció su retiro como profesional.

## Récord en artes marciales mixtas
| Récord profesional | Récord profesional | Récord profesional |
| 15 peleas          | 12 victorias       | 2 derrotas         |
| ------------------ | ------------------ | ------------------ |
| Nocaut             | 6                  | 1                  |
| Sumisión           | 4                  | 1                  |
| Decisión           | 2                  | 0                  |
| Sin resultado      | 1                  | 1                  |

| Resultado     | Récord   | Oponente          | Método                               | Evento                                  | Fecha                   | Ronda | Tiempo | Localización   | Notas |
| ------------- | -------- | ----------------- | ------------------------------------ | --------------------------------------- | ----------------------- | ----- | ------ | -------------- | ----- |
| Derrota       | 12-2 (1) | Nikita Krylov     | Sumisión (standing guillotine choke) | UFC on Fox: Gustafsson vs. Johnson      | 24 de enero de 2015     | 1     | 1:24   | Estocolmo      |       |
| Derrota       | 12-1 (1) | Tom Watson        | TKO (rodillas y puñetazos)           | UFC on Fuel TV: Barão vs. McDonald      | 16 de febrero de 2013   | 2     | 4:42   | Londres        |       |
| Sin resultado | 12-0 (1) | Thiago Silva      | No contest                           | UFC on Fuel TV: Franklin vs. Le         | 10 de noviembre de 2012 | 3     | 1:45   | Macao          |       |
| Victoria      | 12-0     | Luiz Cane         | TKO (golpes)                         | UFC 134                                 | 27 de agosto de 2011    | 1     | 4:13   | Rio de Janeiro |       |
| Victoria      | 11-0     | Augustin Helgiu   | Sumisión (rear-naked choke)          | BMMAF: Warriors 13                      | 21 de mayo de 2010      | 1     | 2:14   | Sofía          |       |
| Victoria      | 10-0     | Kevin Randleman   | Decisión (dividida)                  | World Victory Road Presents: Sengoku 11 | 7 de noviembre de 2009  | 3     | 5:00   | Tokio          |       |
| Victoria      | 9-0      | Travis Wiuff      | TKO (golpes)                         | World Victory Road Presents: Sengoku 8  | 2 de mayo de 2009       | 3     | 0:42   | Tokio          |       |
| Victoria      | 8-0      | Masayuki Kono     | TKO (golpes)                         | Pancrase: Shining 10                    | 7 de diciembre de 2008  | 1     | 1:35   | Tokio          |       |
| Victoria      | 7-0      | Adelin Lutckanov  | Sumisión (rear-naked choke)          | MMA Bulgaria                            | 19 de octubre de 2007   | 1     | N/A    | Veliko Tarnovo |       |
| Victoria      | 6-0      | Goce Candovski    | Decisión (unánime)                   | Shooto: Bulgaria                        | 6 de octubre de 2007    | 2     | 5:00   | Sofía          |       |
| Victoria      | 5-0      | Yanko Kolev       | Sumisión (rear-naked choke)          | Shooto: Bulgaria                        | 2 de octubre de 2007    | 1     | 2:38   | Sofía          |       |
| Victoria      | 4-0      | Kamen Georgiev    | TKO (golpes)                         | Shooto: Bulgaria                        | 12 de mayo de 2007      | 1     | 2:11   | Sofía          |       |
| Victoria      | 3-0      | Vladimir Shumanov | TKO (sumisión a golpes)              | Ichigeki: Bulgaria                      | 25 de marzo de 2007     | 1     | 1:16   | Varna          |       |
| Victoria      | 2-0      | Krasimir Bonchev  | TKO (golpes)                         | The Day of the Champions                | 17 de noviembre de 2006 | 1     | 0:33   | Jaskovo        |       |
| Victoria      | 1-0      | Iliyan Mitev      | TKO (golpes)                         | MMA Bulgaria                            | 8 de abril de 2006      | 1     | N/A    | Veliko Tarnovo |       |

## Campeonatos y logros
- Ultimate Fighting Championship
  - Pelea de la noche (una vez) contra Tom Watson